# Баранов Дмитро Юрійович
Дмитро Юрійович Баранов (нар. 4 лютого 1997, Запорізька область, Україна) — український футболіст, півзахисник.

## Життєпис

### Характеристика
Дмитро Баранов – молодий, талановитий півзахисник. Під час футбольного матчу непоступливий, веде боротьбу на кожному клаптику поля, добре орієнтовний як на захист власних воріт, так і на атакувальні дії своєї команди.

### Клубна кар'єра

#### «Скала»
Вихованець футбольної академії «Скала» (Стрий). У чемпіонаті України (ДЮФЛ) виступав саме, за стрийську команду — 31 матч, 2 голи. У 2016 році підписав контракт із головною командою, проте до цього вже тривалий час виступав за юнацький колектив в Українській Прем'єр-лізі, де був стабільним гравцем основи. 
Дебютував за основний склад 14 серпня того ж року в матчі першої ліги проти «Черкаського Дніпра». Всього за «Скалу» протягом 2016—2018 років (сезони — перша ліга 2016/17 та друга 2017/18) провів 40 матчів (39 ігор у чемпіонаті та один кубковий поєдинок) та відзначився 3 голами.

#### Сезон 2018/19
«Полісся»
Влітку 2018 року підписав контракт з житомирським клубом: «Полісся», дебютував 18 липня в матчі кубка України проти аматорського клубу «ЛНЗ-Лебедин». В кінці листопада за обопільною згодою сторін залишив команду, за цей час у складі «житомирців» провів 13 офіційних матчів.
«Буковина»
У березні 2019 року підписав контракт з чернівецьким футбольним клубом «Буковина». Дебютував за «Буковину» 1-го травня того ж року в матчі чемпіонату другої ліги України проти вінницької «Ниви». По завершенню сезону залишив буковинський клуб.

## Статистика
Станом на 20 травня 2019 року
| Сезон     | Команда               | Чемпіонат           | Чемпіонат | Чемпіонат | Кубок | Кубок | Кубок |
| Сезон     | Команда               | Змаг.               | Матчі     | Голи      | Змаг. | Матчі | Голи  |
| --------- | --------------------- | ------------------- | --------- | --------- | ----- | ----- | ----- |
| 2014—2015 | «Скала» (Стрий)       | Прем'єр-ліга (U-19) | 25        | 2         | —     | —     | —     |
| 2015—2016 | «Скала» (Стрий)       | Прем'єр-ліга (U-19) | 27        | 0         | —     | —     | —     |
| 2016—2017 | «Скала» (Стрий)       | Перша ліга          | 18        | 2         | КУ    | 1     | 0     |
| 2017—2018 | «Скала» (Стрий)       | Друга ліга          | 21        | 1         | —     | —     | —     |
| 2018—2019 | «Полісся» (Житомир)   | Друга ліга          | 12        | 0         | КУ    | 1     | 0     |
| 2018—2019 | «Буковина» (Чернівці) | Друга ліга          | 5         | 0         | —     | —     | —     |